# Аллюодия восходящая
Аллюодия восходящая (лат. Alluaudia ascendens) – вид суккулентных растений рода Аллюодия (Alluaudia) семейства Дидиереевые (Didiereaceae), произрастающий на территории Южного Мадагаскара.

## Название
Родовое латинское (научное) название Alluaudia дано в честь Шарля Аллюо (фр. Charles Alluaud, 1861—1949) — французского исследователя и энтомолога.
Видовой латинский эпитет ascendens переводится как — «восходящий».

## Описание

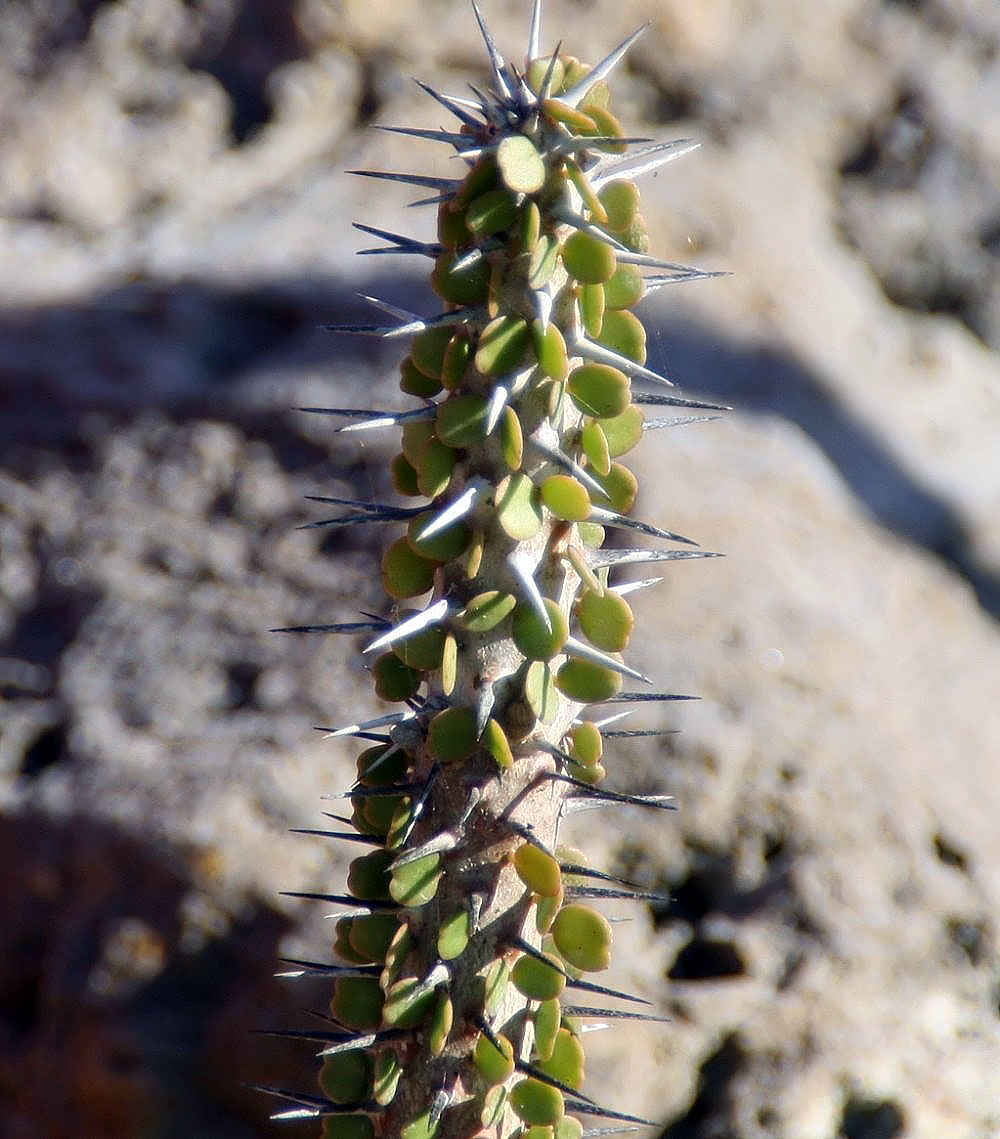
Листья и колючки

Аллюодия восходящая является самым высоким видом, достигающим максимальной высоты до 15 м, но обычно она намного меньше. Растение начинает свой рост с одиночного стебля, который затем разветвляется, образуя массивные восходящие V-образные кроны. Она является самым крупным представителем семейства Дидиереевые (Didiereaceae). Характерными признаками этого вида являются соцветия, напоминающие муфточки, расположенные вдоль верхней части ветвей.
Ствол может достигать до 30 см в диаметре, слабо ветвится, начиная с высоты 2-4 м, и имеет сердцевину, покрытую пластинчатой структурой. Ветви немногочисленные и почти вертикальные. Кора имеет тусклый зеленовато-коричневый, красноватый или сероватый цвет. Вдоль ствола расположены тупые колючки, которые вместе с листьями образуют вертикальные спирали.
Колючки прочные и расположены неравномерно вдоль стебля. Они имеют коническую форму и длину около 1,5-2 см, их цвет серовато-белый.
Листья с короткими черешками, имеют спиралевидную линию расположения. Они мясистые, круглые или обратно-сердцевидные, с зубчатыми краями на вершине. Листья имеют темно-зеленый цвет и часто при солнечном освещении приобретают пурпурный оттенок.
Цветки незначительные и редко встречаются в культуре. Они могут быть тускло-белыми или красноватыми и собраны в цимозные соцветия длиной до 12 см.
Количество хромосом составляет 2n = 240.

## Распространение

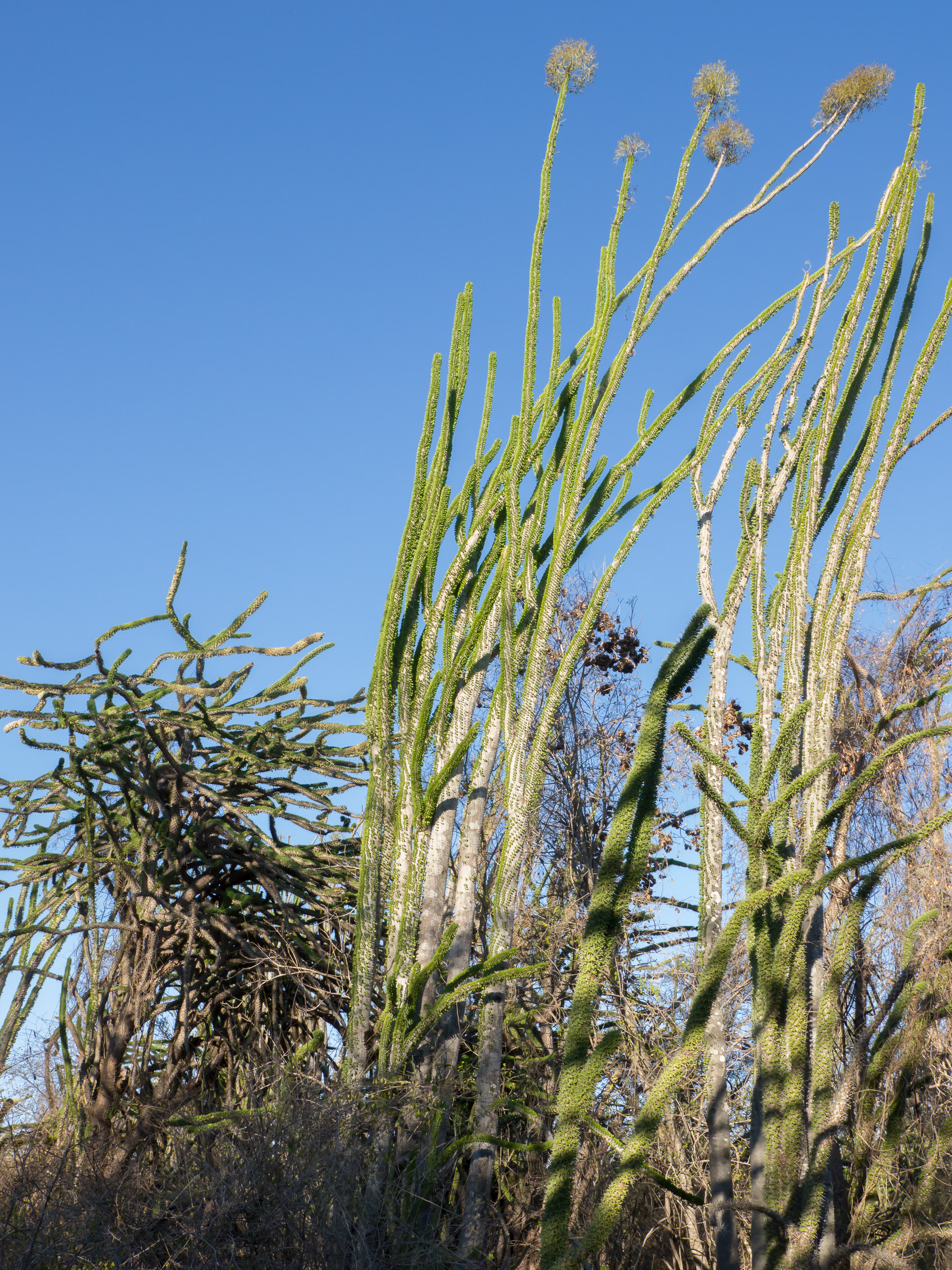
Аллюодия восходящая (справа) и Дидиерея Тролля (слева)

Аллюодия восходящая произрастает в Южном Мадагаскаре, в районе между Циомбе и Таоланаро, в бассейне реки Мандраре. Вид растет в сухих колючих кустарниковых зарослях. В этой местности можно наблюдать слоистое распределение растительности, где Аллюодия восходящая чаще всего встречается в верхнем слое вместе с другими видами, такими как Adansonia za (Баобаб за), Operculicarya decaryi, Alluaudia procera, Commiphora aprevalii и Tetrapterocarpon geayi.

## Таксономия
Alluaudia ascendens (Drake) Drake, первое упоминание в Bull. Mus. Hist. Nat. (Paris) 9: 37 (1903).

### Синонимы
Гомотипные (основанные на одном и том же номенклатурном типе):
- Didierea ascendens Drake (1903)

## Выращивание

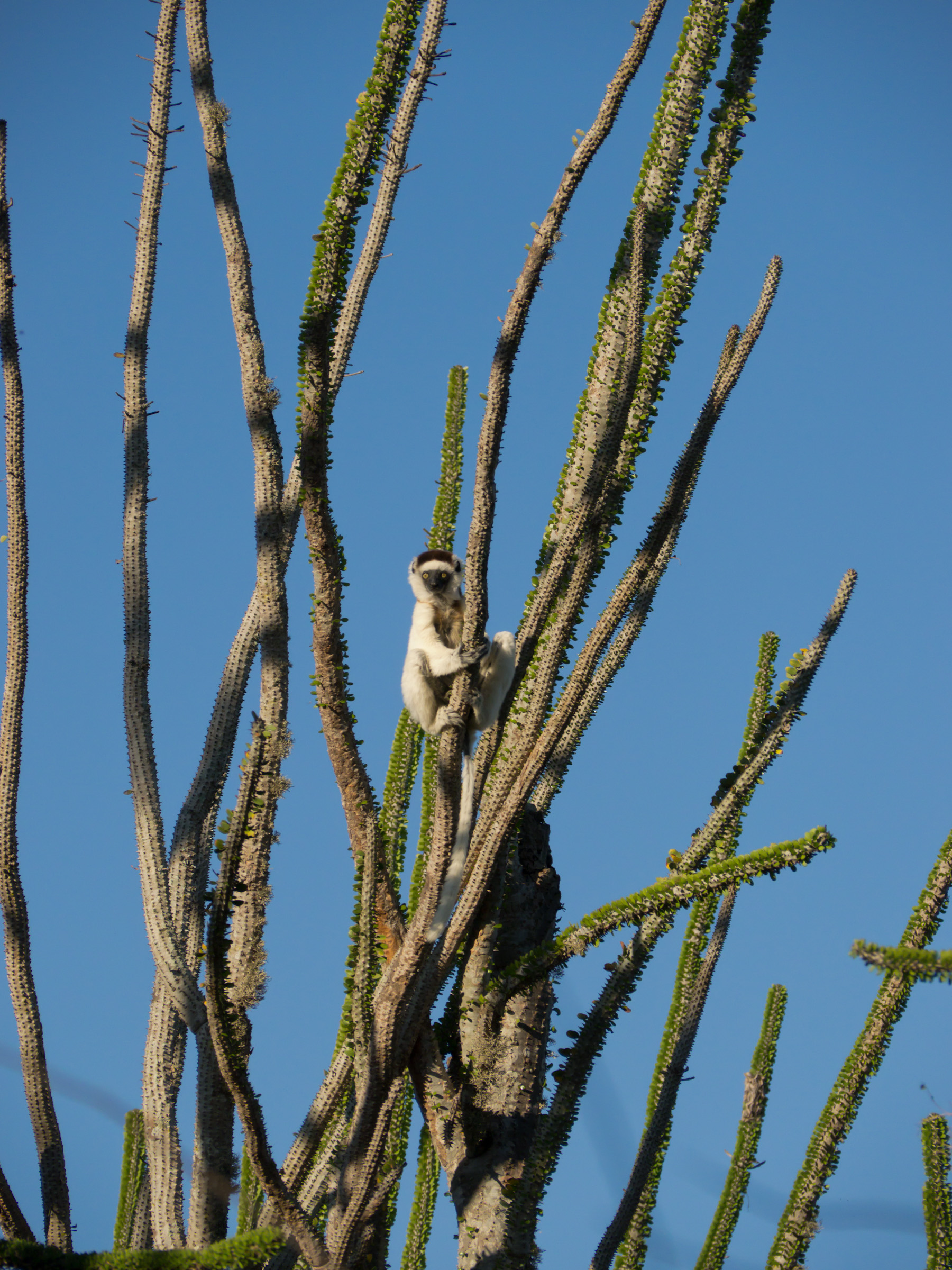
Сифака Верро на вершине растения. Заповедник Беренти, Мадагаскар

Аллюодия восходящая является редким культурным видом, требующим особого внимания. Растение требует полного солнца или яркого внутреннего освещения, хорошо дренированной почвы и хорошей циркуляции воздуха. Полив растений должен осуществляться с последующим полным высыханием почвы. При использовании удобрений необходимо разбавлять их до ¼ рекомендуемой дозы, указанной на этикетке. Аллюодия восходящая является морозостойким видом, но требует защиты в теплице зимой. В домашних условиях идеальная температура для растения составляет от 20° до 30°C, а зимой около 10°C. Растение сбрасывает листья в зимний период и в это время полив следует сократить до появления новых листьев. Техническое обслуживание включает обрезку растения для стимуляции ветвления, и удаленные черенки могут быть легко укоренены для размножения. В саду Аллюодия восходящая прекрасно подходит для теплых и засушливых районов, где она добавляет интерес своим уникальным внешним видом. Размножение растения возможно через черенки, взятые весной, или с использованием семян.